# Titularbistum Murcona
Murcona ist ein Titularbistum der römisch-katholischen Kirche.
Es geht zurück auf einen ehemaligen Bischofssitz in der gleichnamigen antiken Stadt in der römischen Provinz Mauretania Caesariensis im Norden von Algerien.
| Titularbischöfe von Mucona |                        |                                            |                    |                   |
| Nr.                        | Name                   | Amt                                        | von                | bis               |
| 1                          | John Richard Sheets SJ | Weihbischof in Fort Wayne-South Bend (USA) | 14. Mai 1991       | 16. April 2003    |
| 2                          | Claude-Joseph Azéma    | Weihbischof in Montpellier (Frankreich)    | 22. Mai 2003       | 5. September 2021 |
| 3                          | Petru Sescu            | Weihbischof in Iași (Rumänien)             | 30. September 2021 |                   |